# Banín
Banín település Csehországban, a Svitavyi járásban. Banín Rohozná, Bělá nad Svitavou, Březová nad Svitavou, Hradec nad Svitavou, Lavičné, Radiměř és Stašov településekkel határos. Lakosainak száma 302 fő (2024. január 1.).

## Népesség
A település lakosságának változását az alábbi diagram mutatja:
| Lakosok száma | 701  | 719  | 696  | 403  | 328  | 301  | 319  | 318  | 280  | 302  |
|               | 1869 | 1900 | 1921 | 1961 | 1980 | 2011 | 2016 | 2019 | 2021 | 2024 |